# Crematogaster antaris
Crematogaster antaris är en myrart som beskrevs av Auguste-Henri Forel 1894. Crematogaster antaris ingår i släktet Crematogaster och familjen myror.

## Underarter
Arten delas in i följande underarter:
- C. a. antaris
- C. a. sordida